# 樺太銀行
株式会社樺太銀行（からふとぎんこう）は、1914年に大泊町で金銭貸し付け及び倉庫業を設置した樺太金融株式会社を前身とし、1916年に商号を変更した銀行である。樺太に本店を有する唯一の銀行であった。
1941年に北海道拓殖銀行に吸収され消滅した。

## 沿革
- 1914年5月 樺太金融株式会社を資本金50万円で設立。代表取締役板谷宮吉
- 1916年10月16日 株式会社樺太銀行に改称、銀行業認可[2]
- 1916年12月 小樽支店開設
- 1919年4月 資本金を200万円に増資、真岡支店開設
- 1941年11月14日 - 戦時体制強化を目的とした北海道拓殖銀行による買収が大蔵省に認可される。翌15日買収。

## 店舗網
- 本店 - 大泊郡大泊町大字大泊字栄町中通24、25
- 真岡支店 - 真岡郡真岡町
- 小樽支店 - 北海道小樽市色内町6-29